# Sistema físico
Um sistema físico é um agregado de objetos ou entidades materiais entre cujas partes existe uma vinculação ou interação de tipo causal (ainda que não necessariamente determinista ou causal no sentido da Teoria da relatividade). Todos os sistemas físicos se caracterizam por:
1. Ter uma localização no espaço-tempo.
2. Ter um estado físico definido sujeito a evolução temporal.
3. Poder-lhe associar uma magnitude física chamada energia.

Para a imensa maioria de sistemas físicos, o objeto mais básico que define a um sistema físico é o lagrangiano, que é uma função escalar cuja forma funcional resume as inter-relações básicas das magnitudes relevantes para definir o estado físico do sistema.

## Sistemas físicos em relação ao entorno
Os sistemas físicos podem ser abertos, fechados ou isolados, segundo que realizem ou não intercâmbios com seu entorno:
- Um sistema aberto é um sistema que recebe fluxos (energia e matéria) de seu entorno. Os sistemas abertos, pelo fato de receberem energia, podem realizar o trabalho de manter suas próprias estruturas e inclusive incrementar seu conteúdo de informação. O fato de que os seres vivos sejam sistemas estáveis capazes de manter sua estrutura apesar das alterações do entorno requer que sejam sistemas abertos.
- Um sistema fechado só intercambia energia com seu entorno, em um sistema fechado o valor da entropia é máximo compatível com a quantidade de energia que tem.
- Um sistema isolado não tem nenhum intercâmbio com o entorno.

## Sistemas físicos isolados
Um sistema isolado é uma parte ou região do universo, que por suas condições peculiares pode considerar-se isoladamente do resto do universo para seu estudo. Que um determinado problema físico possa ser tratado como um sistema isolado requer condições peculiares dependentes da teoria.
Por exemplo, de acordo com a teoria geral da relatividade um sistema isolado deve cumprir condições técnicas bastante restritivas, conhecidas como planitude assintótica. Na teoria da relatividade especial, na mecânica clássica ou em termodinâmica, em geral, as condições são menos estritas e simplesmente requerem que o sistema de movimento das partículas que conformam o sistema esteja restringido a uma região compacta do espaço-tempo.